# 默兹河畔圣乔治
默兹河畔圣乔治（法語：Saint-Georges-sur-Meuse，法語發音：[sɛ̃ ʒɔʁʒ syʁ møz]）是比利时瓦隆大区列日省瓦雷姆區的一个市镇，位于默兹河畔，通行法语，是比利时法语社群的一部分，面积20.90平方千米，人口6,784人（2018年1月1日）。